# NGC 6485
NGC 6485 é uma galáxia espiral (Sbc) localizada na direcção da constelação de Hercules. Possui uma declinação de +31° 27' 43" e uma ascensão recta de 17 horas, 51 minutos e 52,8 segundos.
A galáxia NGC 6485 foi descoberta em 27 de Julho de 1864 por Albert Marth.